# Quận Knox, Tennessee
Quận Knox là một quận thuộc tiểu bang Tennessee, Hoa Kỳ.
Quận này được đặt tên theo. Theo điều tra dân số của Cục điều tra dân số Hoa Kỳ năm 2000, quận có dân số 382.032 người, ước tính dân số năm 2007 là 423.847 người. Quận lỵ đóng ở Knoxville,6. Thị trưởng hiện nay là Glenn Jacobs, được biết đến với cái tên là Kane

## Địa lý
Theo Cục điều tra dân số Hoa Kỳ, quận có diện tích 1362 km2, trong đó có 44 km2 là diện tích mặt nước.

### Quận giáp ranh
| - Union (bắc) - Grainger (đông bắc) - Jefferson (đông) - Sevier (đông nam) | - Blount (nam) - Loudon (tây nam) - Roane (tây) - Anderson (tây bắc) |